# Ваља Ларга (Дамбовица)
Ваља Ларга (рум. Valea Largă) насеље је у Румунији у округу Дамбовица у општини Пукени. Oпштина се налази на надморској висини од 579 m.

## Становништво
Према подацима из 2002. године у насељу је живело 297 становника, од којих су сви румунске националности.